# Strani Film
La Strani Film è una casa di produzione e distribuzione cinematografica italiana, costituita nel 2013 da Paolo Cavenaghi, Fabio Cavenaghi, Mirko Locatelli e Giuditta Tarantelli.
Per la Strani Film è stata determinante la selezione del lungometraggio, I corpi estranei, in concorso al Festival Internazionale del Film di Roma 2013.
Produce film considerati d'essai, diretti da autori e registi emergenti.
Nel 2016 il lungometraggio I cormorani, opera prima del regista Fabio Bobbio, viene presentato in concorso a Visions du Réel.
Il 2018 è l'anno della sua prima coproduzione internazionale, Strani Film produce con Robert Guédiguian e la Agat Films & Cie - Ex Nihilo, in collaborazione con Rai Cinema, il terzo film di Mirko Locatelli, Isabelle, presentato in anteprima mondiale al Montreal World Film Festival, dove ottiene il premio per la Miglior Sceneggiatura.

## Filmografia

### Produzione
- I corpi estranei (lungometraggio) (2013)
- I cormorani (lungometraggio) (2016)
- Isabelle (lungometraggio) (2018)

### Distribuzione
- I corpi estranei (lungometraggio) (2013)
- I cormorani (lungometraggio) (2016)
- Isabelle (lungometraggio) (2018)